# Ephedrus lonicerae
Ephedrus lonicerae is een insect dat behoort tot de orde vliesvleugeligen (Hymenoptera) en de familie van de schildwespen (Braconidae). De wetenschappelijke naam van de soort werd voor het eerst geldig gepubliceerd door Tomanovic, Kavallieratos & Stary in 2009.